# Bathytricha leonina
Bathytricha leonina är en fjärilsart som beskrevs av Walker 1865. Bathytricha leonina ingår i släktet Bathytricha och familjen nattflyn. Inga underarter finns listade i Catalogue of Life.